# Les Vampires (film, 1915)
Pour les articles homonymes, voir Les Vampires.
Pour plus de détails, voir Fiche technique et Distribution.
Les Vampires est un film muet à épisodes français en dix épisodes (durée totale de 7 h 20 min), écrit et réalisé par Louis Feuillade, sorti en 1915.
La série se déroule à Paris et relate les exploits d'une bande de criminels qui se sont eux-mêmes baptisés « les Vampires ».
Musidora y joue le rôle d'Irma Vep, une femme fatale dont le nom est l'évidente anagramme de « vampire ».

## Fiche technique
- Titre : Les Vampires
- Réalisation : Louis Feuillade
- Scénario : Louis Feuillade
- Musique : Robert Israel
- Chef-opérateur : Manichoux
- Production : Léon Gaumont
- Société de production : Société des Établissements L. Gaumont
- Pays de production :  France
- Format : noir et blanc — muet — 1,33:1 — 35 mm
- Genre : policier
- Durée : 440 minutes (7 h 20 min)
- Dates de sortie :
  - France : 13 novembre 1915
  - États-Unis : 23 novembre 1916

## Distribution
- Musidora : Irma Vep
- Édouard Mathé : Philippe Guérande

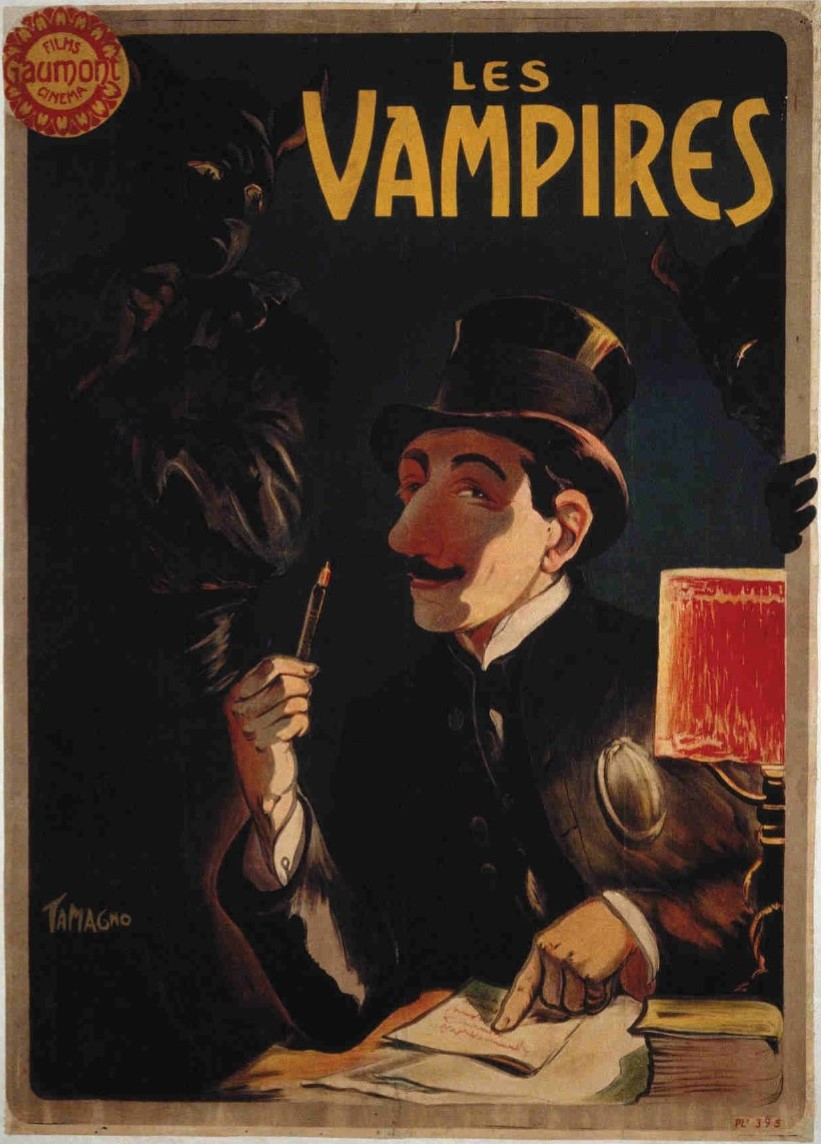
Affiche de Tamagno figurant Oscar Mazamette (Marcel Levesque) aux prises avec la bande des Vampires (collection Cinémathèque française).

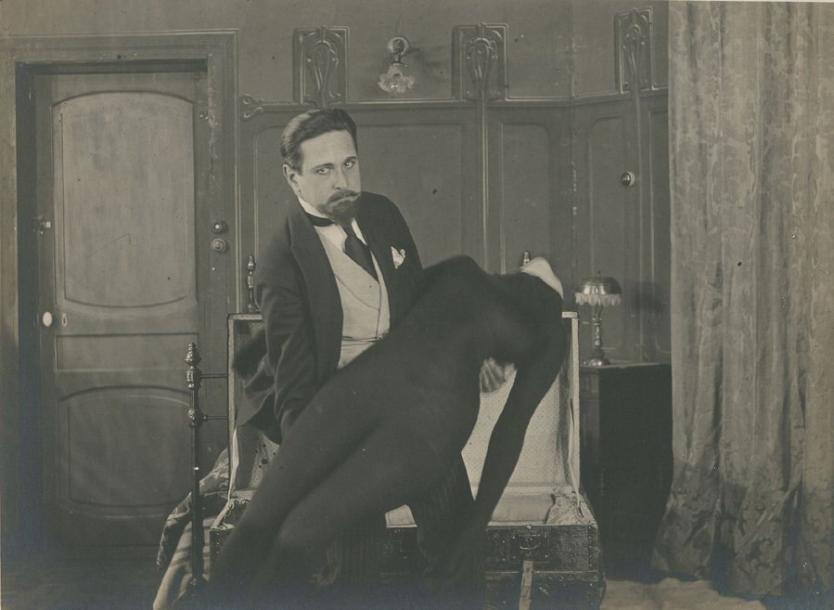
Rival de la bande des Vampires, le malfaiteur Juan-José Moreno (Fernand Herrmann) enlève Irma Vep (Musidora) dans l'épisode « Les Yeux qui fascinent ».

- Marcel Levesque : Oscar-Cloud Mazamette
- Jean Ayme : le Grand Vampire
- Fernand Herrmann : Enrique Moreno / Brichonnet
- Stacia Napierkowska : Marfa Koutiloff
- Renée Carl : l'Andalouse
- Suzanne Delvé : Fleur-de-Lys
- Miss Édith : Comtesse de Kerlor
- Georgette Faraboni : la danseuse vampire
- Jacques Feyder
- Fridolin
- Rita Herlor : Mrs Simpson
- Émile Keppens : Géo Baldwin
- Louise Lagrange : Jane Guérande
- Suzanne Le Bret : Hortense
- Louis Leubas : Satanas / le père Silence
- Edmond Bréon : le secrétaire de Satanas
- Maurice Luguet : De Villemant
- Jeanne Marie-Laurent : Madame Brémontier
- Jean-François Martial
- Paula Maxa : Laure
- Gaston Michel : Benjamin
- Frederik Moriss : Vénénos
- Laurent Morléas : le capitaine des hussards de Napoléon
- René Poyen : Eustache Mazamette
- Delphine Renot : la mère de Guérande
- Françoise Rosay
- Germaine Rouer : Augustine
- Théodore Thalès : le juge d'instruction

## Lieux de tournage
- L’épisode no 3 est censé se dérouler, en partie, dans un immeuble situé 3, rue du Général-Langlois à Paris, dont on aperçoit la façade à plusieurs reprises[1].

## Épisodes
Liste des épisodes :
1. La Tête coupée
2. La Bague qui tue
3. Le Cryptogramme rouge
4. Le Spectre
5. L'Évasion du mort
6. Les Yeux qui fascinent
7. Satanas
8. Le Maître de la foudre
9. L'Homme des poisons
10. Les Noces sanglantes

## Anecdote de tournage
« J’entreprenais ce scénario avec qui ? Parbleu ! avec des artistes réformés, exemptés... et tous les huit jours visités par l’autorité militaire, menacés de récupération, astreints à la loi Dalbiez... Ah, c’était gai ! Du jour au lendemain, mes interprètes pouvaient me faire défaut. Mais j’étais l’auteur. Je pouvais modifier mon scénario. Il y a toujours moyen de s’en tirer ! [...] Quand un interprète m’était pris, eh bien ! je modifiais le scénario... pas plus malin que cela ! » - Louis Feuillade dans un entretien avec Marcel Allain
« En arrivant au studio, nous ignorions totalement ce que nous allions faire. Monsieur Feuillade nous racontait. Parfois, il tirait de ses poches des bouts de papier sur lesquels il avait pris quelques notes, mais parfois aussi en tournant une scène, personne ne savait ce qu’il avait dans la tête. » - Musidora
À l'instar des hommes de main de Fantômas, la bande des vampires fait référence aux bandes d'apaches qui sévissaient dans le Paris de la Belle Époque. Ces films sont significatifs d'une époque : "C'est dans Les Vampires qu'il faudra chercher la réalité de ce siècle. Au-delà de la mode. Au-delà du goût. Viens avec moi, je te montrerai comment on écrit l'histoire : 1917!" écrivent Aragon et André Breton en 1928.
Olivier Assayas a rendu hommage à cette série dans son film Irma Vep puis dans la mini-série du même titre où un réalisateur tente de tourner une reprise du film.